# Andrés Fabricio Romero
Andrés Fabricio Romero (Cordoba, 21 dicembre 1989) è un ex calciatore argentino, di ruolo attaccante.

## Carriera
Ha giocato nella massima serie dei campionati argentino, brasiliano e statunitense.

## Palmarès

### Club

#### Competizioni nazionali
- Campionato argentino: 1

Argentinos Juniors: Clausura 2010
- Canadian Championship: 2

Montreal Impact: 2013; 2014